# Aegiochus tumida
Aegiochus tumida är en kräftdjursart som först beskrevs av Nunomura 1988.  Aegiochus tumida ingår i släktet Aegiochus och familjen Aegidae. Inga underarter finns listade i Catalogue of Life.